# Distrito de Zúrich

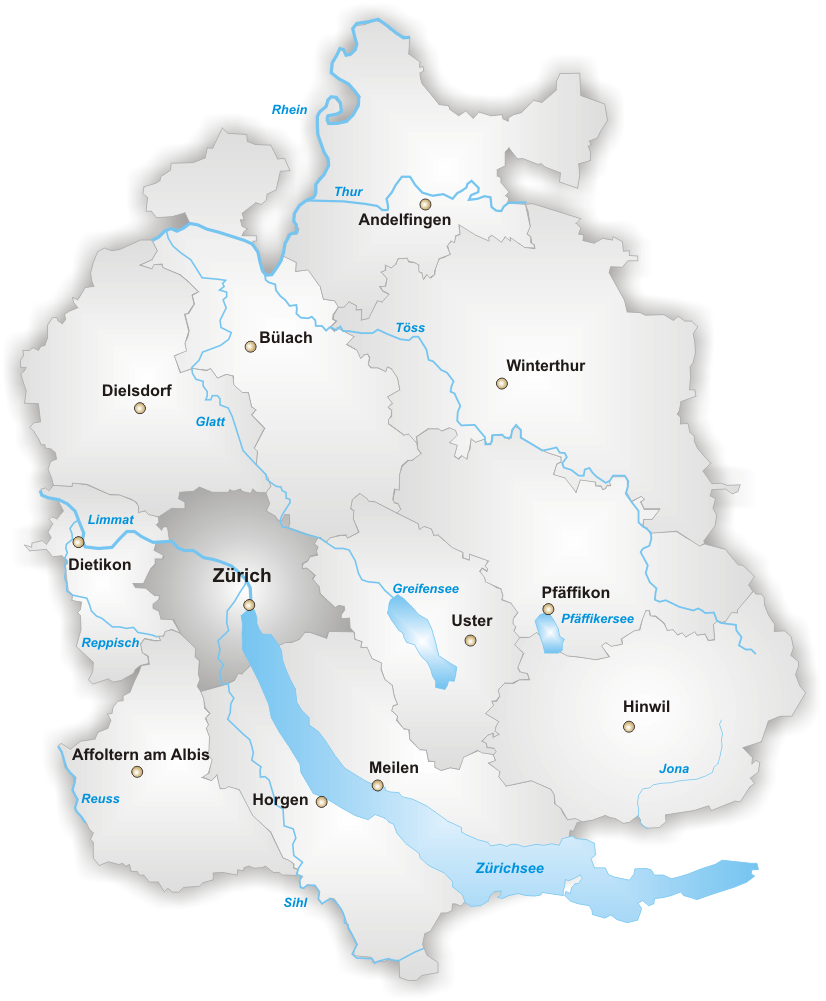
Distrito de Zúrich.

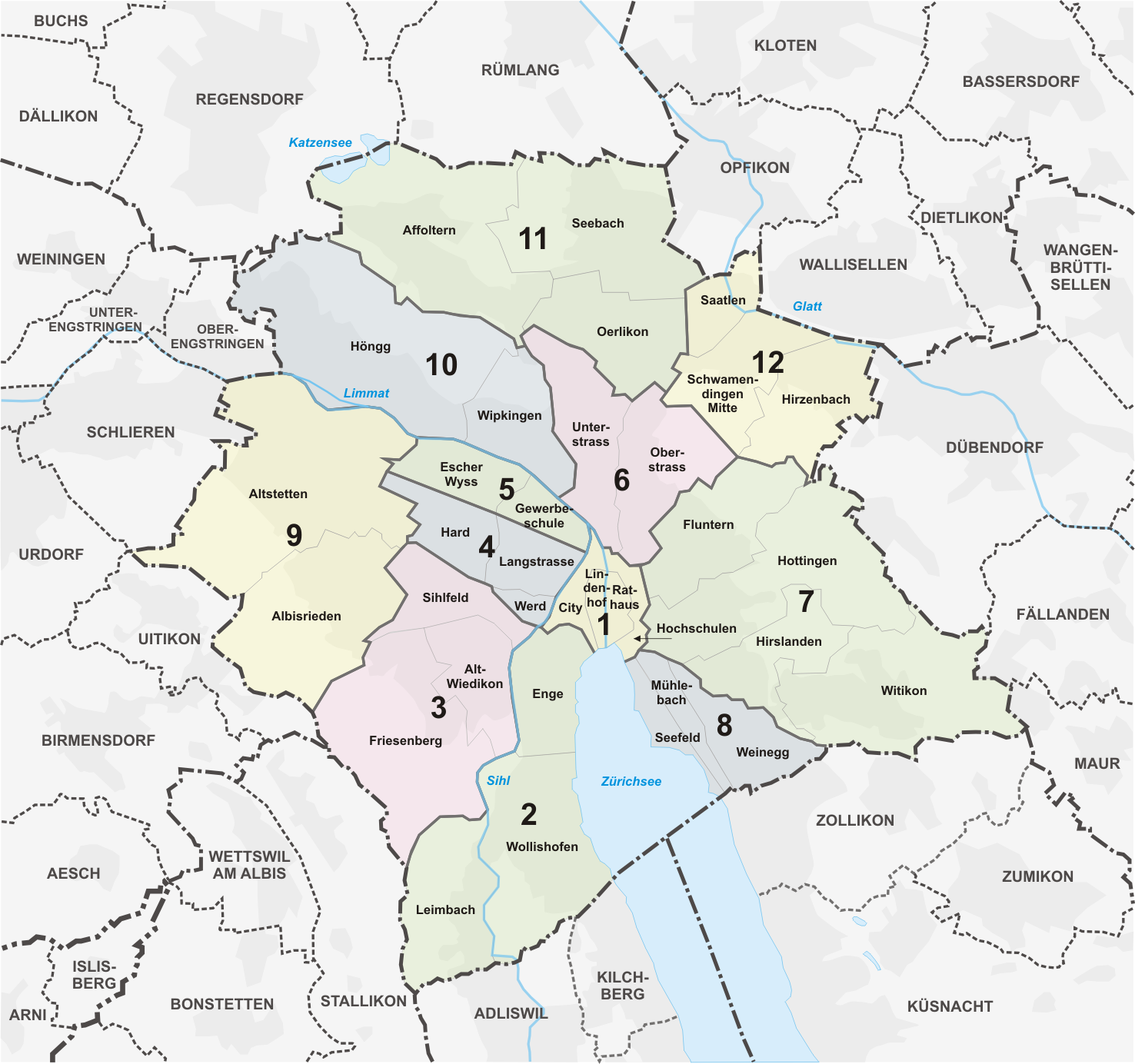
Partes de la ciudad de Zúrich.

El distrito de Zúrich es uno de los doce que conforman el Cantón de Zúrich, en Suiza. Es la mayor aglomeración de Suiza gracias a la ciudad de Zúrich, que contaba a finales del 2007 con una población de 376.815 habitantes, mientras que su área metropolitana superaba el millón. Zúrich ha sido calificada como la ciudad con mejor nivel de vida del mundo.

## Municipios o comunas
El distrito de Zúrich tiene una única comuna, que engloba la ciudad de Zúrich.
Superficie 91,88 km
dividida en:12 distritos de ciudad 
y estos en 
19 barrios